# カメラ先輩と世話焼き上手な後輩ちゃん
『カメラ先輩と世話焼き上手な後輩ちゃん』（カメラせんぱいとせわやきじょうずなこうはいちゃん）は、美月麗による日本のライトノベル作品。イラストは、るみこ。オーバーラップ文庫（オーバーラップ）にて2022年1月より発行された。第8回オーバーラップ文庫大賞銀賞受賞作（受賞時のタイトルは「おバカな先輩とカメラと後輩」）。
メディアミックスとして、コミカライズ作品が青島かなえの作画でストーリアダッシュ（竹書房）で2023年1月6日から2025年7月11日まで連載された。

## あらすじ
幼い頃の経験からおっぱい写真を撮ることにしか興味のない少年、神崎 彩人は理想の女性をみつけることができず高校2年生になってしまった。彼が所属するカメラ部に白宮 雪希という少女が入部してくる。彩人は雪希を助手にして学内で開催される写真コンテストにおっぱい写真で入賞を目指すことにする。

## 登場人物
神崎彩人（かんざき あやと）
高校2年生。カメラ部部長。天才的な撮影技術を持つがおっぱい写真を撮ることにしか興味のない少年。
白宮雪希（しらみや ゆき）
高校1年生。カメラ部部員。天才的な演劇技術を持ち、彩人に演技をして接してくることもある。

## 既刊一覧

### 小説
- 美月麗（著）・るみこ（イラスト） 『カメラ先輩と世話焼き上手な後輩ちゃん』 オーバーラップ〈オーバーラップ文庫〉、既刊2巻（2022年5月25日現在）
  1. 2022年1月25日初版第一刷発行（同日発売[3]）、ISBN 978-4-8240-0082-8
  2. 2022年5月25日初版第一刷発行（同日発売[4]）、ISBN 978-4-8240-0182-5

### 漫画
- 美月麗（原作）・るみこ（キャラクター原案）・青島かなえ（作画） 『カメラ先輩と世話焼き上手な後輩ちゃん』 竹書房〈バンブーコミックス〉、全5巻
  1. 2023年6月15日発売[5][6]、ISBN 978-4-8019-8070-9
  2. 2023年11月16日発売[7]、ISBN 978-4-8019-8213-0
  3. 2024年6月17日発売[8]、ISBN 978-4-8019-8331-1
  4. 2025年8月16日発売[9]、ISBN 978-4-8019-8728-9
  5. 2025年8月16日発売[10]、ISBN 978-4-8019-8729-6